# استان دیبر
استان دیبر (به آلبانیایی: Rrethi i Dibrës) نام یکی از استان‌های سی‌وشش‌گانه کشور آلبانی است.